# Numb/Encore
„Numb/Encore“ je píseň amerického rappera Jaye-Zeho a rockové skupiny Linkin Park z jejich EP Collision Course. Singl byl vydán 13. prosince 2004 vydavatelstvími Warner Bros, Machine Shop, Def Jam a Roc-A-Fella Records. Píseň je mash-up, který spojuje rock a hip hop. Kombinuje texty z písní „Numb“ od Linkin Park a „Encore“ od Jaye-Zeho, které byly vydány v roce 2003.
V červnu 2024 se skladba stala třetí písní obou umělců, která na Spotify překonala 1 miliardu streamů.

## Videoklip
Oficiální videoklip režíroval Kimo Proudfoot. Obsahuje kombinaci vystoupení Linkin Park a Jaye-Zeho. Klip rovněž obsahuje černobílé záběry ze zákulisí.

## Seznam skladeb
| CD     | CD                           | CD    |
| Pořadí | Název                        | Délka |
| ------ | ---------------------------- | ----- |
| 1.     | "Numb/Encore" (Explicit)     | 3:27  |
| 2.     | "Numb/Encore" (Instrumental) | 3:26  |